# 란드리아나솔리족제비여우원숭이
란드리아나솔리족제비여우원숭이(Lepilemur randrianasoloi)는 마다가스카르에서 발견되는 족제비여우원숭이의 일종이다. 꼬리 길이는 21 ~ 26 cm이고, 전체 몸 길이가 약 49 ~ 56 cm이다. 란드리아나솔리족제비여우원숭이는 마다가스카르의 서부에서 발견된다.